# 新疆早熟禾
新疆早熟禾（学名：Poa relaxa）为禾本科早熟禾属下的一个种。